# 삼한 정벌
삼한 정벌(일본어: 三韓征伐) 또는 신라 정벌(일본어: 新羅征伐)이란 고대 일본 주아이 천황의 황후이자 오진 천황의 어머니인 진구 황후가 신라에 군대를 보내 굴복시켰다는 이야기로 《일본서기》에는 기록되어 있지만, 동시대의 《삼국지》나, 《삼국사기》와 같은 다른 사서에는 없는 기록이다.

## 개요
신화적 요소가 많이 포함돼 있는 《일본서기》의 〈진구 황후 즉위 전기〉(神功皇后即位前紀)에는 삼한정벌의 동기로서 재화와 보물을 얻으려는 욕망이 있었고, 또 황후가 신라를 항복시켜서 '우마카이'(馬飼い; 말처럼 여겨달라는 것으로, 복종의 의미)로 삼으려 하였다고 쓰여져 있다. 이 기록은 신라를 비하하려는 의식이 보이는 한편, 신라를 금은보화가 가득한 나라로 동경하는 상반된 면도 나타난다.
가마쿠라 말기의 《하치만구도쿤》(일본어: 八幡愚童訓)의 갑본(甲本)에 의하면 정벌의 동기가 재화,보물에 대한 욕망에서 원수 갚기로 바뀌어 있어 삼한 정벌에 앞서 신라가 일본을 먼저 침공했다는 내용이 새로 창작되어 있다. 또 우마카이 이야기는 황후가 화살의 오늬(화살의 머리를 활시위에 끼도록 에어 낸 부분)로 돌에 “신라의 대왕은 일본의 개이다”(新羅国ノ大王ハ日本ノ犬也(なり))라고 새겼다는 이야기로 변질되어 있다.
난보쿠초 시대 말기의 《태평기》 39권의 〈신공황후공신라급사〉(일본어: 神功皇后攻新羅給事)에서는 이야기 뼈대는 《하치만구도쿤》에서 변한 것이 없으나 “삼한의 오랑캐”(三韓の夷(えびす))'라는 말이 새롭게 등장하며, 그 때의 삼한이란 동시대 한반도 나라인 고려로 보인다.

## 일본 역사학의 해석

### 2차 대전 이전의 해석
일본서기에는 '삼한정벌'에 의해 한반도가 일본의 속국이 되었다고 기록되어 있다. 720년에 완성된 일본서기의 해당 기록을 많은 일본인이 제2차 세계대전이 끝나기까지 역사적 사실로 믿었다. 이 삼한정벌은 도요토미 히데요시에 의한 임진왜란과 정유재란의 조선출병에 개전 명분인 ’조선은 진구황후의 삼한정벌 이래 일본의 속국이었기 때문에 지배할 권리가 있다’가 적극 활용되었다. 에도 시대에 들어서는 고쿠가쿠 연구에서 삼한정벌 및 이를 대의명분으로 써먹은 임진-정유재란을 긍정적으로 해석하는 견해(야마가 소코의 《무가사기》(武家事紀) 등)가 널리 퍼져 있었다.
이 경향은 메이지 시대 이후에도 계속되어 정한론이 대두하였을 때와 실제로 대한제국을 병합하였을 때(한일병합), 일제시대 일선동조론이 생겨나 외지(外地, 일본 제국의 식민지를 가리키는 용어)에 대한 동화정책(황민화교육 등)이 진행할 때도 그 사상적 바탕을 이루었다. 황국사관에 의한 제약 때문에 기키(記紀, 《고사기》와 《일본서기》를 묶어서 부르는 명칭)의 기술을 의심하는 것은 터부시되었기 때문에 진구 황후의 존재도 역사적 사실로서 받아들여졌다.
쓰다 소키치는 저서 《일본 고전의 연구》(日本古典の研究)에서 진구황후의 전설은 후세에 덧붙여진 것으로 역사적 사실과는 상당한 거리가 있다고 하였다. "신라 정벌"에 대해선 '사실의 기록 또는 구비전승에서 나온 것이 아니라 꽤 후대에 아마도 신라 정토(征土)의 진실이 잊혀질 쯤에 이야기로서 꾸며진 것 같다'라고 분석하면서, 전설이 성립된 시기를 6세기 게이타이 천황 때나 긴메이 천황 때라고 서술하였다. 쓰다의 이러한 견해는 당시 황국사관을 거스리는 것으로 문제가 되어 발매금지 처분을 당했으며, 쓰다 자신도 상당한 곤욕을 치렀다.

### 2차 대전 이후의 해석

#### 4세기 왜의 한반도 진출 경위와의 관련
전전(2차대전 종전 이전)에 쓰다는 '천황', '황국'사관의 속박을 타파하려 '국가신도의 경전'(神典)으로 이용되는 기키에 날카로운 사료 비판을 행하고 기키의 과학적 연구를 위한 기초를 구축하였다. 전후의 학자는 기키의 연구를 이어가서 그 문제점, 사료가치에 대한 분석을 진전시켰다. 전후 일본의 역사학에서는, 전전의 황국사관으로부터 해방되었기 때문에 기키에 대한 실증적 연구가 진일보하였으며, 그 결과 학계의 주류에서는 '삼한정벌'에 관한 기술은 구체적이지 않고 신화적 과장이 다분하여'삼한정벌설은 당시의 신라 상황과 맞지 않는다'는 등, 진구 황후의 실재여부 또한 증명할 수 없다고 하여, 4세기 왜의 한반도 진출여부에 대해서는 광개토왕릉비나 칠지도 등, 《일본서기》가 아닌 당대사료에 의해 논의하게 되었다.
이진희 와코 대학(和光大) 명예 교수에 의해, 한 때에는 광개토왕릉비의 비문이 일본 육군의 한반도 진출을 정당화하기 위해 개찬한 것이라는 설이 강한 힘을 얻었으나, 현재 이 학설은 대체적으로 부정되고 있다. 또한 4세기 후기 무렵부터 왜국의 야마토 정권이 한반도 남부에 진출했다는 주장을 뒷받침할 수 있는 문헌사료와 고고학 사료가 조금씩 나타나기 시작하며, 또한, 호태왕비문에서 왜가 한반도에 진출하여 백제와 신라를 복속시켜 고구려와 격렬히 싸우게 되었다는 서술이 '공적을 크게 보이기 위한 과장이 있다고 해도 대강의 역사적 사실을 반영한 것'이라고 하는 평가가 일본학계에서 정착되는 경향을 보였다. 중국 사서인 《송서》 의 기술을 근거로, 왜국이 한반도 남부의 소국가군에 대해서 어떠한 형태로든 영향력을 가지고 있었다고 방증하는 견해도 있으며, 한국 측의 사서 《삼국사기》에서도 거듭되는 왜의 침공이나 신라와 백제가 왜에 왕자를 인질로 보냈다는 기록과 한반도 남부 지역의 전방후원분 발굴조사에서 왜국산으로 보이는 유물이 출토된 것을 토대로 왜국의 한반도 진출이 사실이었다는 견해를 밝히기도 한다.
이러한 것들로 인해, 한반도 진출설의 근거로서 '삼한정벌' 설화를 신뢰하지는 않는다 하더라도, 4세기 후반 이후 왜의 한반도 진출에 대해서는 역사적 사실로서 입증할 수 있다는 견해가 일본 고대사학계에서 자리잡고 있다. 하지만, 기키에는 광개토왕비에 보이는 것과 같은 고구려 등과의 격렬한 전투를 전하는 부분이 전혀 없어, 이 무렵의 일본은 사실을 구체적으로 문자 기록으로 남기지 않았던 것으로 보인다. 이를 토대로, 우에다 마사아키(上田正昭), 나오키 고지로(直木孝次郎)는 일찍이 일본이 한반도에서 싸웠던 적이 있었다고 하는 희미한 기억과, 여제 사이메이 천황이 신라 원정을 위해, 쓰쿠시 아사쿠라궁(筑紫 朝倉宮)까지 거동한 역사적 사실이 결합되면서, 진구황후 전설이 창작된 것이라는 견해를 보였다..

## 참고 문헌
- 田村圓澄《東アジアのなかの日本古代史》吉川弘文館, 2006년
- 沈仁安《中国からみた日本の古代》藤田友治, 藤田美代子訳, ミネルヴァ書房, 2003년
- 津田左右吉《日本古典の研究》岩波書店, 1972년
- 直木孝次郎《古代日本と朝鮮・中国》講談社学術文庫, 1988년
- 文芸春秋編《幻の加耶と古代日本》文春文庫, 1994년
- 村井章介《中世日本の内と外》筑摩書房, 1999년
- 上垣外憲一《倭人と韓人》講談社学術文庫, 2003년
- 鈴木英夫「加耶・百済と倭 －《任那日本府》論－」《朝鮮史研究会論文集》第29集, 1991년
- 沈仁安《中国からみた日本の古代》藤田友治, 藤田美代子訳, ミネルヴァ書房, 2003년
- 堀敏一《東アジアのなかの古代日本》研文出版, 1998년
- 山内弘一《朝鮮からみた華夷思想》山川出版社, 2003년
- 山尾幸久「倭王権と加羅諸国との歴史的関係」《青丘学術論集》第15集, 1999년

## 같이 보기
- 신라정토계획
- 한일 관계